# (100272) 1994 VX6
(100272) 1994 VX6 es un asteroide perteneciente al cinturón de asteroides, descubierto el 1 de noviembre de 1994 por Kin Endate y el también astrónomo Kazuro Watanabe desde el Observatorio de Kitami, Hokkaidō, Japón.

## Designación y nombre
Designado provisionalmente como 1994 VX6.

## Características orbitales
1994 VX6 está situado a una distancia media del Sol de 3,097 ua, pudiendo alejarse hasta 4,184 ua y acercarse hasta 2,010 ua. Su excentricidad es 0,351 y la inclinación orbital 9,871 grados. Emplea 1991 días en completar una órbita alrededor del Sol.

## Características físicas
La magnitud absoluta de 1994 VX6 es 14,1. Tiene 5,144 km de diámetro y su albedo se estima en 0,172.